# David Bunners

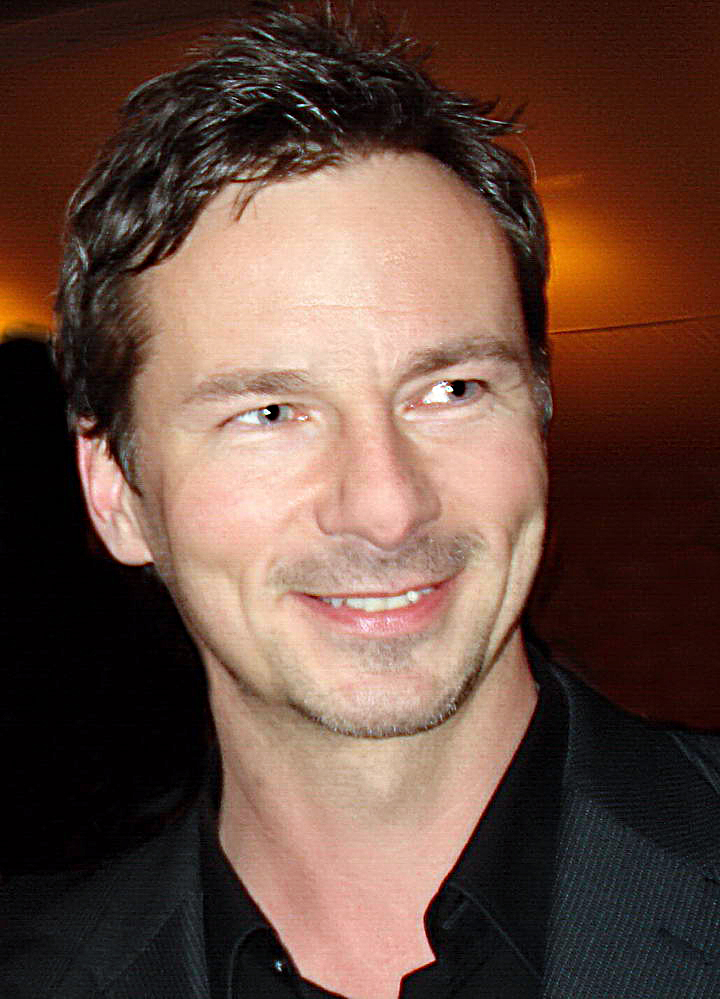
David C. Bunners (2009)

David Christian Bunners (* 11. Februar 1966 in Neubrandenburg) ist ein deutscher Film-, Fernseh- und Theaterschauspieler.

## Leben
David C. Bunners, der Sohn von Christiane Regina Bunners (geb. Benckert) und des Theologen und Musikwissenschaftlers Christian Bunners, wurde 1966 im mecklenburgischen Neubrandenburg geboren. Er absolvierte von 1971 bis 1983 eine klassische Klavierausbildung und debütierte 1985 an der Seite von Jutta Wachowiak und Kurt Böwe in Gunther Scholz’ DEFA-Film Ab heute erwachsen. Anschließend studierte er von 1986 bis 1989 Schauspiel an der Hochschule für Film und Fernsehen „Konrad Wolf“ in Potsdam-Babelsberg. Von 1990 bis 1991 war er am Staatstheater Kassel engagiert, spielte unter anderem den Tempelherren in Lessings Nathan der Weise (Debüt) und Dr. Heidkliff in Elfriede Jelineks Krankheit oder Moderne Frauen. Von 1991 bis 1993 war er Ensemblemitglied des Theater Bonn (u. a. Max Piccolomini in Schillers Wallenstein, Nominierung „Bester Nachwuchsschauspieler NRW“) sowie von 1993 bis 1996 des Deutschen Schauspielhauses Hamburg. Hier war er u. a. Troilus in Leander Haußmanns Inszenierung von Shakespeares Troilus und Cressida.
Seit 1994 wirkt David C. Bunners ebenfalls als Synchronsprecher in diversen Produktionen mit. So lieh er unter anderem Jude Law in Oscar Wilde seine Stimme.
Seine Fernsehkarriere startete er mit Gastrollen in diversen Fernsehproduktionen, bevor er über Nebenrollen beim Tatort und der SOKO Leipzig zu einer Hauptrolle in der Sat.1-Serie Für alle Fälle Stefanie kam. Seitdem spielte er unter anderem auch in Fernsehfilmen wie Die Nachrichten (Regie: Matti Geschonneck), Stauffenberg (Regie: Jo Baier) sowie in Der Turm (Regie: Christian Schwochow). 2005 gewann D.C. Bunners in Moskau einen Preis in der Kategorie Bester Schauspieler für seine Hauptrolle des Leutnant Ohnesorg in dem russischen Kinospielfilm Zeit, Steine zu sammeln (Mosfilm, Regie: Alexei Karelin). Der von D.C. Bunners als Executive Producer mitproduzierte Kurzspielfilm Spielzeugland (2007) erhielt 2009 den Oscar als Bester Kurzspielfilm bei den 81. Academy Awards (Oscars).
David C. Bunners war jahrelanges Mitglied im BFFS Bundesverband Schauspiel sowie von 2011 bis 2015 Mitglied der Deutschen Akademie für Fernsehen.

## Filmografie

### Filme
- 1985: Ab heute erwachsen (Kino)
- 1999: Das Mädchen aus der Torte
- 2000: Schweigen ist Gold
- 2004: Stauffenberg
- 2005: Die Nachrichten
- 2005: Zeit, Steine zu sammeln (Kino, auch Co-Produzent)
- 2006: Fünf Freunde
- 2007: Die Masche mit der Liebe
- 2007: Spielzeugland (Kino, auch ausführender Produzent)
- 2008: Ich liebe den Mann meiner besten Freundin
- 2009: Böseckendorf – Die Nacht, in der ein Dorf verschwand
- 2009: Der Stinkstiefel
- 2010: Ein Sommer auf Sylt
- 2010: Wie ein Stern am Himmel
- 2010: Familie Fröhlich – Schlimmer geht immer
- 2010: Die Prinzessin auf der Erbse
- 2012: Herzberg (Kurzspielfilm, Co-Produzent, Drehbuch und Regie)
- 2012: Ein Sommer in Schottland
- 2012: Der Turm (Fernsehzweiteiler)
- 2013: Big Business: Außer Spesen nichts gewesen (Kino)
- 2013: Zu Risiken und Nebenwirkungen (Kino)
- 2014: Ohne Dich
- 2014: Neufeld, mitkommen!
- 2014: Die Lügen der Sieger (Kino)
- 2014: True Love Ways (Kino)
- 2015: Short Term Memory Loss (Kino)
- 2016: Vollmond (Kino)
- 2016: Wer aufgibt ist tot
- 2016: Duell der Brüder – Die Geschichte von Adidas und Puma
- 2016: Die Diplomatin (Fernsehzweiteiler)
- 2017: Das schaffen wir schon (Kino)
- 2017: Vollmond (Kino)

### Fernsehserien und Fernsehreihen
- 1991: Alles Alltag (Folge Das dritte Gebot)
- 1992: Tatort – Falsche Liebe
- 1995: Freunde fürs Leben (Folge Mordverdacht)
- 1997: Tatort – Eiskalt
- 1997–2003: Für alle Fälle Stefanie (149 Folgen)
- 1999: Im Namen des Gesetzes (Folge Mord ohne Mörder)
- 2001, 2013: SOKO Leipzig (2 Folgen, verschiedene Rollen)
- 2002: Schlosshotel Orth (Folge Die Mutprobe)
- 2003: Der letzte Zeuge (Folge Der Fluch des Königs)
- 2003, 2005, 2025: In aller Freundschaft (3 Folgen, verschiedene Rollen)
- 2004: Stefanie – Eine Frau startet durch (17 Folgen)
- 2005: Inga Lindström – Sprung ins Glück (Fernsehreihe)
- 2006: Lilly Schönauer (Fernsehreihe, Folge Liebe gut eingefädelt)
- 2007: Die Rosenheim-Cops (Folge Die letzten Tage)
- 2008, 2011: Die Stein (26 Folgen)
- 2008: Die Deutschen (Dokumentarspiel, Folge Otto und das Reich)
- 2008–2014: Alarm für Cobra 11 – Die Autobahnpolizei (Fernsehserie, verschiedene Rollen)
- 2008: Tierärztin Dr. Mertens (Folge Der Besucher)
- 2008, 2015: SOKO Kitzbühel (2 Folgen, verschiedene Rollen)
- 2008: Familie Dr. Kleist (Folge Katastrophen)
- 2009: SOKO Wien (Folge Tödliche Worte)
- 2010: Mit Herz und Handschellen (Folge Fünf Freunde)
- 2010, 2017: SOKO Köln (2 Folgen, verschiedene Rollen)
- 2011: Wilsberg – Im Namen der Rosi
- 2011: Inga Lindström – Svens Vermächtnis (Fernsehreihe)
- 2012: Der letzte Bulle (Folge Aller guten Dinge sind drei)
- 2012: Die letzte Spur (Folge Entzugserscheinungen)
- 2013: Heiter bis tödlich: Hauptstadtrevier (Folge Fleicheslust)
- 2014: Katie Fforde – An deiner Seite (Fernsehreihe)
- 2014: SOKO Wismar (Folge Ausgebremst)
- 2014: Kommissarin Heller – Schattenriss
- 2015: Der Kriminalist (Folge Treu bis in den Tod)
- 2015: Tatort – Roomservice
- 2015: Katie Fforde – Das Weihnachtswunder von New York
- 2016: Der Staatsanwalt (Folge Tödliche Fürsorge)
- 2016: Die Spezialisten – Im Namen der Opfer (Folge Miss Mai 1988)
- 2016: Rote Rosen (Telenovela, 152 Folgen)
- 2016: Notruf Hafenkante (Folge Die zweite Chance)
- 2016, 2022: In aller Freundschaft – Die jungen Ärzte (2 Folgen, verschiedene Rollen)
- 2016: Ein Fall für zwei (Folge Über den Wolken)
- 2016: Die Diplomatin – Entführung in Manila
- 2017: Bad Cop – kriminell gut (Folge 7 Zentimeter)
- 2018: Wilsberg: Prognose Mord
- 2018: WaPo Bodensee (Folge Abgerutscht)
- 2018: SOKO Hamburg (Folge Tod in der Schleuse)
- 2018: Lifelines (Folge Ein Teil von Dir)
- 2019: Rosamunde Pilcher: Meine Cousine, die Liebe und ich
- 2019: Erzgebirgskrimi – Der Tote im Stollen
- 2020: Babylon Berlin (Folgen 3x06–3x07)
- 2021: SOKO Stuttgart (Folge Tödlicher Sog)
- 2021: Babylon Berlin (Folgen 4x01+4x12)
- 2022: Die Chefin (Folge 13x06 Höhenrausch)
- 2025: Erzgebirgskrimi – Die letzte Note
- 2025: In aller Freundschaft (Folge Sachzwänge)

## Theater (Auswahl)
- 1990: Tempelherr in Nathan der Weise (Lessing), Staatstheater Kassel, Inszenierung: Wolf Seesemann
- 1990: Charles in Quai West (Koltes), Staatstheater Kassel, Inszenierung: Valentin Jeker
- 1991: Dr. Heidkliff in Krankheit oder Moderne Frauen (Jelinek), Staatstheater Kassel, Inszenierung: Wolf Seesemann
- 1991: Andrè Nachodka in Die Mutter (Brecht), Staatstheater Kassel, Inszenierung: Valentin Jeker
- 1991: Tybalt in Romeo und Julia (Shakespeare), Schauspiel Bonn, Inszenierung: Jaroslav Chundela
- 1992: Der Bote in Die Perser (Aischylos), Schauspiel Bonn, Inszenierung: Christoph Schroth
- 1992: Doktor in Woyzeck (Büchner), Schauspiel Bonn, Inszenierung: Valentin Jeker
- 1992: Mönch in Die natürliche Tochter (Goethe), Schauspiel Bonn, Inszenierung: Ruth Berghaus
- 1993: Ensemble in Preparadise sorry now (Fassbinder), Schauspiel Bonn, Inszenierung: Nikolaus Haenel
- 1993: Max Piccolomini in Wallenstein (Schiller), Schauspiel Bonn, Inszenierung: Jaroslav Chundela
- 1993: Titelrolle in Troilus und Cressida (Shakespeare), Deutsches Schauspielhaus Hamburg, Inszenierung: Leander Haussmann
- 1994: Flammberg in Das Käthchen von Heilbronn (Kleist), Deutsches Schauspielhaus Hamburg, Inszenierung: Matthias Hartmann
- 1994: Feldmarschall in Prinz von Homburg (Kleist), Deutsches Schauspielhaus Hamburg, Inszenierung: Martin Kusej
- 1994: Tempelherr in Nathan der Weise (Lessing), Deutsches Schauspielhaus Hamburg, Inszenierung: Anselm Weber
- 1995: Sylvain in Das Sparschwein (Labiche), Deutsches Schauspielhaus Hamburg, Inszenierung: Jossi Wieler
- 1996: Estragon in Warten auf Godot (Beckett), Theater der Stadt Heidelberg, Inszenierung: Thorsten Pitoll

## Auszeichnungen
- 1986: 4. Nationales Spielfilmfestival der DDR – Bester Nachwuchsdarsteller (Ab heute erwachsen), nominiert
- 2005: Bester Schauspieler – Moskau (Zeit, Steine zu sammeln), gewonnen
- 2005: Cairo International Film Festival (Cairo, Ägypten) – Bester Spielfilm (Zeit, Steine zu sammeln), nominiert
- 2013: Wimbledon Shorts (London, UK) – Bester Kurzfilm (Herzberg), nominiert
- 2013: Oaxaca Film Fest (Mexico) – Bester Kurzfilm (Herzberg), nominiert
- 2013: Tallinn Black Nights Film Festival (Estland) – Sleepwalkers Jury Prize (Herzberg), nominiert